# یودایاوارتینایور
یودایاوارتینایور (به انگلیسی: Udayavarthinayur) یک روستا در هند است که در Ariyalur district واقع شده‌است.

## خصوصیات
یودایاوارتینایور ۱٬۹۶۶ نفر جمعیت دارد.